# PATRICIO
PATRICIO（パトリシオ、1984年2月1日 - ）は、日本で活動する男性ファッションモデル。
東京都出身。スターダストプロモーション所属。国籍は日本。

## 人物
趣味はショッピング、映画鑑賞。特技はサッカー。
ファッション雑誌のモデルとして活躍している。

## 出演

### 雑誌
- MEN'S NON-NO
- smart
- Men's JOKER
- FINEBOYS
- GET ON!
- DAZED&CONFUSED JAPAN
- Houyhnhnm （webマガジン）
- MADURO

### SHOW
- MAJI MAJI
- KIM JONES
- ILIAD
- WHEREABOUTS （東京コレクション）